# 장순왕후
장순왕후 한씨(章順王后 韓氏, 1445년 3월 3일(음력 1월 16일) ~ 1462년 1월 14일(1461년 음력 12월 5일))는 조선 예종(睿宗)의 정비이다. 시호는 휘인소덕장순왕후(徽仁昭德章順王后)이며, 상당부원군 충성공 한명회(上黨府院君 忠成公 韓明澮)와 황려부부인 민씨(黃驪府夫人 閔氏)의 셋째 딸로, 본관은 청주(淸州)이다. 세자빈 시절 인성대군을 낳은 뒤 산후병으로 요절하였다.

## 생애
아버지는 상당부원군 한명회이고 어머니는 판중추부사 증 의정부우의정 민대생의 장녀 황려부부인 여흥민씨이다. 성종비 공예왕후는 그의 넷째 동생이었다.
1460년 세자빈(世子嬪)으로 간택되어 당시 세자였던 예종과 가례를 올리고 부부가 되었으니 이때 나이가 15세였다. 정숙한 성품과 아름다운 용모로 시아버지 세조의 총애를 받았다고 한다. 책봉 이듬해인 1461년 음력 11월 30일, 왕실의 적통인 원손(예종의 장남인 인성대군)을 낳았으나 같은 해 음력 12월 5일 녹사(錄事) 안기(安耆)의 집에서 산후병으로 16세로 요절했다.

### 현덕왕후의 저주
야사에서는 장순왕후와 그의 동생 공혜왕후, 아주버니 덕종(의경세자), 남편 예종과 아들 인성대군 등 세조의 자손들이 이른 나이에 요절한 것이 단종을 억울하게 죽인 세조에 대한 현덕왕후(顯德王后)의 저주 때문이라고 한다.
하지만 이는 사실이 아니다. 저주의 첫 대상자로 알려진 덕종의 경우 단종보다도 먼저 사망했으며, 따라서 세조가 덕종의 죽음에 분노해 현덕왕후의 능묘를 파헤치고 폐서인했다는 설명은 앞뒤가 맞지 않는다.
세조는 총애하던 며느리의 죽음에 비통해하며, 온순하고 너그럽고 아름다운 것을 장(章), 유순하고 어질고 자혜로운 것을 순(順)이라 하여 세자빈 한씨에게 장순(章順)의 시호를 내리고 장순빈(章順嬪)으로 삼았다. 후일, 장순빈의 제부이자 시조카인 성종이 왕위에 오르자 그를 장순왕후로 추존했다. 그가 사망할 당시 외할아버지인 민대생이 아직 생존해 있었다.
능은 경기도 파주시 조리읍 봉일천리 파주삼릉 내에 위치한 공릉(恭陵)이다. 장순왕후로 추숭되면서 왕후의 예에 걸맞은 제사를 지냈다고 하나, 애초에 세자빈의 묘로 지어졌기 때문에 다른 왕후들의 묘소보다 초라한 행색을 갖추었다.

## 가족 관계
| - 친조부: 사헌부감찰 증 영의정 한기(司憲府監察 贈 領議政 韓起, 1393~1429) - 친조모: 예문관대제학 이척(藝文館大提學 李逖)의 딸 증 정경부인 여주 이씨(贈 貞敬夫人 驪州李氏) - 아버지: 영의정 상당부원군 충성공 한명회(領議政 上黨府院君 忠成公 韓明澮, 1415~1487) - 외조부: 판중추원사 증 좌의정 민대생(判中樞院事 贈 左議政 閔大生, 1372~1467) - 외조모: 전리판서 허금(典理判書 許錦)의 딸 양천 허씨(陽川 許氏) - 어머니: 황려부부인 여흥 민씨(黃驪府夫人 驪興 閔氏, ?~1479) - 언니: 고령부원군 신숙주(高靈府院君 申叔舟, 1417~1475)의 장남 신주(申澍)와 혼인 - 조카: 예조참판 신종호(禮曹參判 申從濩, 1456∼1497) - 언니: 윤사로와 정현옹주의 아들 윤반(尹磻)과 혼인 - 남동생: 낭성군 양호공 한보(琅城君 襄胡公 韓堡, 1447~1522) - 올케: 좌찬성 한성군 안소공 이훈(左贊成 韓成君 安昭公 李塤, 1429∼1481)의 딸 정부인 한산 이씨(貞夫人 韓山 李氏) - 조카: 돈령부정 한경기(敦寧府正 韓景琦, 1472~1529) - 질부: 종실 학림군 이이(鶴林君 李頤)의 딸 숙인 전주 이씨(淑人 全州 李氏) - 질부: 숙천부사 김극장(肅川府使 金克鏘)의 딸 숙인 언양 김씨(淑人 彦陽 金氏) - 조카: 청녕위 한경침(淸寧尉 韓景琛, 1482~?) - 질부: 성종의 서3녀 공신옹주(恭愼翁主, 1481~1549) - 여동생이자 시질부: 공혜왕후 한씨(恭惠王后 韓氏, 1454~461) - 제부이자 시조카: 제9대 성종 (成宗, 1450~1469) | - 시아버지: 제7대 세조(世祖, 1417~1468) - 시어머니: 정희왕후 윤씨(貞熹王后 尹氏, 1418~1483) - 남편: 제8대 예종 (睿宗大王, 1450~1469) - 아들: 인성대군 분(仁城大君 糞, 1461~1463) |

## 장순왕후가 등장하는 작품
- 《한명회》 (KBS2, 1994년, 배우: 박인나)
- 《연모》 (KBS2, 2021년, 배우: 한채아)

## 같이 보기
- 공릉
- 예종
- 계유정난
- 공혜왕후
- 한보
- 신숙주

| 전임 정희왕후 (소혜왕후) | 조선 역대 왕후 (추존) | 후임 안순왕후 |